# Andranolalina
Andranolalina è una città e comune del Madagascar situata nel distretto di Midongy, regione di Atsimo-Atsinanana. 
La popolazione del comune rilevata nel censimento 2001 era pari a 4 673 unità.